# توبياس كارلسون (كرة يد)
توبياس كارلسون (بالسويدية: Tobias Karlsson) مواليد 4 يونيو 1981 في كارلسكرونا، هو لاعب كرة يد سويدي يلعب كمحور. يلعب حاليا مع نادي فلنسبورغ هاندفيت لكرة اليد ويحمل الرقم 3. مثل منتخب السويد لكرة اليد. شارك في دورة الألعاب الأولمبية الصيفية سنة 2012.

## المسيرة الاحترافية
لعب مع نادي هاماربي آي إف لكرة اليد في الدوري السويدي من سنة 2003 إلى 2006، ثم لعب مع نادي كيل لكرة اليد في سنة 2006، ثم لعب مع نادي هاماربي آي إف لكرة اليد في الدوري السويدي من سنة 2006 إلى 2008، ثم لعب مع نادي فلنسبورغ هاندفيت لكرة اليد في الدوري الألماني في سنة 2009.

## سجل المنافسة
شارك في البطولات التالية:
- بطولة العالم لكرة اليد للرجال 2015
- بطولة أوروبا لكرة اليد للرجال 2012
- بطولة أوروبا لكرة اليد للرجال 2014
- بطولة أوروبا لكرة اليد للرجال 2016
- الألعاب الأولمبية الصيفية 2012
- الألعاب الأولمبية الصيفية 2016

## الميداليات
| الميدالية | المسابقة                       |
| --------- | ------------------------------ |
| فضية      | الألعاب الأولمبية الصيفية 2012 |

## روابط خارجية
- توبياس كارلسون على موقع الاتحاد الأوروبي لكرة اليد (الإنجليزية)
- توبياس كارلسون على موقع نادي كيل لكرة اليد (الألمانية)
- توبياس كارلسون على موقع أوليمبيديا (الإنجليزية)
- توبياس كارلسون على موقع اللجنة الأولمبية السويدية (السويدية)